# Symphytum bulbosum
Espèce
Synonymes
- Symphytum clusii Gmelin[2]
- Symphytum macrolepis J.Gay ex Rchb.[2]
- Symphytum punctatum Gaudin[2]
- Symphytum tuberosum subsp. bulbosum (K.F.Schimp.) P.Fourn.[2]
- Symphytum zeyheri K.F.Schimp.[1]

Symphytum bulbosum, nommée Consoude à bulbe ou Consoude bulbeuse en français,, est une espèce de plantes de la famille des Boraginaceae.

## Description

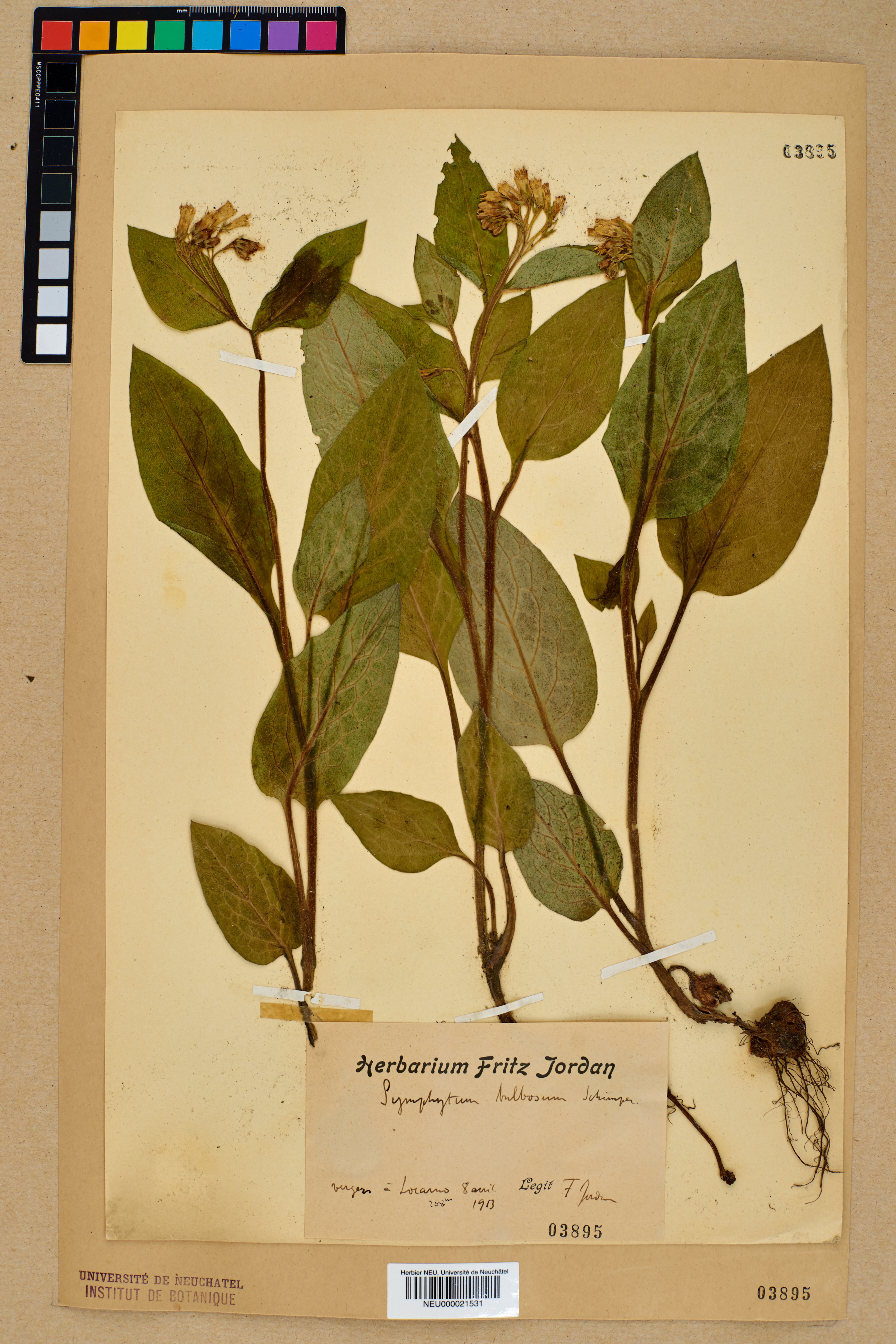
Spécimen d'herbier
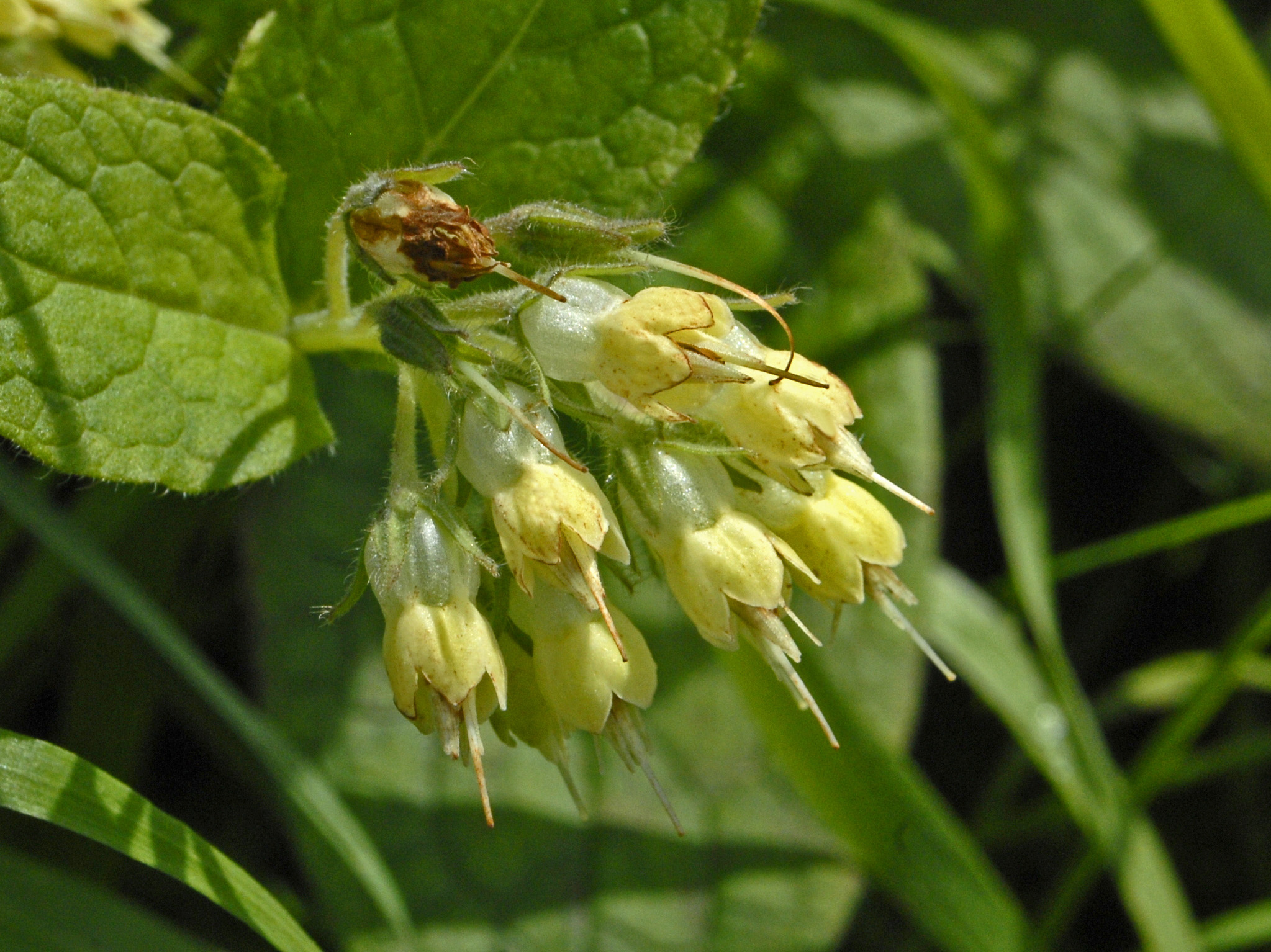
Inflorescence

## Classification
Cette espèce a été décrite par le botaniste Karl (Carl) Friedrich Schimper (1803-1867). L'épithète spécifique bulbosum signifie « à tige renflée qui pousse sous terre et ressemble à un bulbe ».
Dans la classification phylogénétique APG III (2009), de même que dans la classification classique de Cronquist (1981), elle est classée dans la famille des Boraginaceae.